# Denis Largentier
Denis Largentier (auch: Denis l'Argentier; * 14. September 1557 in Troyes; † 25. Oktober 1624 in Orval) war Zisterzienser und von 1596 bis 1624 Abt von Clairvaux. Er setzte sich für die Verbreitung der Strengen Observanz im Zisterzienserorden ein.

## Biographie

### Leben
Largentier wurde 1557 in Troyes im Nordosten Frankreichs als Sohn einer Adelsfamilie geboren. Mit 16 Jahren trat er in das Zisterzienserkloster Clairvaux ein. Er studierte am Collège des Bernardins in Paris Theologie und war anschließend als Generalprokurator des Ordens beim Heiligen Stuhl in Rom tätig. 1596 wurde er zum Abt von Clairvaux gewählt. In dieser Funktion wird er als besonders demütig und pflichtbewusst beschrieben, vor allem, was die Befolgung der Ordensregel betrifft. Largentier starb 1624 während einer Visitation in Orval, einem Tochterkloster von Clairvaux. Sein Leichnam ist auf dem dortigen Klostergelände beigesetzt, das Herz wurde nach Clairvaux gebracht.

### Förderung der Strengen Observanz
Während seines Abbatiates trat Largentier für die im Gefolge des Konzils von Trient (1545–1563) aufgekommenen Reformbestrebungen zur Erneuerung des Zisterzienserordens ein und wollte zu einer strengeren Observanz der Benediktsregel und der klösterlichen Bräuche ermutigen. 1615 führte er – inspiriert durch das Vorbild der Klöster Chatillon und La Charmoye – die Reform in Clairvaux als erster Primarabtei ein. Mit einer geschickten Personalpolitik und durch die Vergabe von wichtigen Ämtern an Mönche, die sich der Reform wohlgesinnt zeigten, war er bestrebt, die neue Bewegung auf die Filialklöster auszudehnen. Vor allem die junge Generation suchte er für die Strenge Observanz zu gewinnen. Bereits 1617 hatten teilweise auf seine Initiative hin insgesamt acht Abteien die Reform angenommen.
Die anfängliche Begeisterung für die Reformbewegung konnte sich in Clairvaux jedoch nicht auf lange Zeit halten: Nach dem Tod Largentiers kam es zu Spannungen zwischen Befürwortern und Gegnern der Strengen Observanz, als dessen Neffe Claude Largentier – ein entschiedener Gegner der Reformen seines Vorgängers – zum Abt des Klosters gewählt wurde.